# Wolfgang Freiherr Marschall von Bieberstein
Wolfgang Helmuth Hans Freiherr Marschall von Bieberstein (* 4. August 1928 in Freiburg im Breisgau; † 10. Juni 2003 in Unteribental im Schwarzwald) war ein deutscher Hochschullehrer.

## Leben
Wolfgang Marschall von Bieberstein wurde als Sohn von Fritz Freiherr Marschall von Bieberstein (1883–1939), ordentlicher Professor des öffentlichen Rechts, und seiner Frau Nora (1894–1981), geborene Kübler, einer Musikerin, geboren. Er studierte Rechtswissenschaften in Bern, Frankfurt am Main und Freiburg im Breisgau und Chicago, unter anderem bei Ernst von Caemmerer. 1956 wurde er Assessor und promovierte 1957. Er habilitierte 1966 und war dann bis 1967 Privatdozent an der Universität Freiburg. Danach wurde er zum Professor an der Johann Wolfgang Goethe-Universität Frankfurt am Main. 1978 wechselte er an die Rheinische Friedrich-Wilhelms-Universität Bonn, deren Institut für Internationales Privatrecht und Rechtsvergleichung er leitete. 1980 war er Gastprofessor in Melbourne, 1988 und 1992 in Seoul und 1994 an der Thammasat-Universität in Bangkok. 1994 wurde er emeritiert.
Er war Rechtsritter des Johanniterordens, Mitglied der Gesellschaft für Rechtsvergleichung, der Deutsch-Amerikanischen Juristen-Vereinigung und der Deutsch-Koreanischen Juristischen Gesellschaft.
Marschall von Bieberstein war seit 1957 mit Christa von Wendorff (1934–2021) verheiratet und hatte mit ihr fünf Kinder, die zwischen 1958 und 1968 geboren wurden. Der Journalist Christoph von Marschall ist einer seiner Söhne.

## Schriften (Auswahl)
- Das Abzahlungsgeschäft und seine Finanzierung. Beck, München 1959 (zugleich: Dissertation, Freiburg i. Br., 1959).
- Reflexschäden und Regressrechte. Kohlhammer, Stuttgart 1967 (zugleich: Habilitationsschrift, Freiburg i. Br.).
- Hrsg.: Fälle und Texte zum Schuldrecht. Metzner, Frankfurt am Main 1969 (zusammen mit Alexander Lüderitz – 5., neubearbeitete Auflage 1986).
- Die Produktenhaftpflicht in der neueren Rechtsprechung der USA (= Arbeiten zur Rechtsvergleichung. Band 73). Metzner, Frankfurt am Main 1975, ISBN 3-7875-0173-8.
- Gutachten zur Reform des finanzierten Abzahlungskaufs. Bundesanzeiger-Verlagsgesellschaft, Köln 1978.
- Der finanzierte Abzahlungskauf. Rechtsprechung und Reformprobleme (= Schriftenreihe der Juristischen Studiengesellschaft Karlsruhe. Heft 144). Juristischer Verlag Müller, Heidelberg/Karlsruhe 1980, ISBN 3-8114-2280-4.
- Hrsg.: Zivilrechtslehrer deutscher Sprache. Lehrer – Schüler – Werke. Beck, München 1988, ISBN 3-406-33379-6 (zusammen mit Hyung-Bae Kim).
- Aufsätze in deutschen und ausländischen Zeitschriften[2]

## Ehrungen
- Bundesverdienstkreuz am Bande 2001
- Staufermedaille
- Ehrenmedaille der Gemeinde Buchenbach
- Ehrennadel in Gold des Gemeindetags Baden-Württemberg